# Marco Licínio Crasso Frúgio (cônsul em 27)
Marco Licínio Crasso Frúgio (em latim: Marcus Licinius Crassus Frugi; m. 47) foi um político romano da gente Licínia eleito cônsul em 27 com Lúcio Calpúrnio Pisão. Era filho de Marco Licínio Crasso, cônsul em 14 a.C., com uma esposa de nome desconhecido.

## Ancestrais e família
Frúgio era neto de Marco Licínio Crasso, cônsul em 30 a.C., que, por sua vez, era neto do triúnviro Marco Licínio Crasso, do qual Frúgio é o último descendente direto. Licínia, sua irmã, casou-se com seu colega de consulado, Lúcio Calpúrnio Pisão.

## Carreira
Frúgio serviu como pretor e, depois, em 27, foi eleito cônsul. Em algum momento depois de 44, serviu como governador da Mauritânia e, durante seu mandato, realizou alguma campanha que lhe valeu a ornamenta triumphalia. Durante o triunfo de Cláudio em Roma pela conquista romana da Britânia, Frúgio estava com o imperador usando a ornamenta.

## Família
Frúgio se casou com Escribônia, uma nobre de uma das mais antigas e influentes famílias de Roma, filha de Lúcio Escribônio Libão, cônsul em 16, e descendente direta de Pompeia, a filha do triúnviro Pompeu com sua terceira esposa Múcia Tércia. O casal teve quatro filhos:
- Cneu Pompeu Magno,[2] que se casou em 43 com a princesa Cláudia Antônia, filha única do imperador Cláudio de seu segundo casamento com Élia Pecina. Não tiveram filhos.
- Marco Licínio Crasso Frúgio,[2] cônsul em 64. Nero ordenou que Frúgio fosse executado entre 66 e 68 depois de uma delação de Marco Aquílio Régulo.[3] Casou-se com Sulpícia Pretextata, com quem teve três filhos e uma filha: Libão Rupílio Frúgio, cônsul sufecto em 88, Marco Licínio Escribônio Camerino, Caio Calpúrnio Pisão Frúgio Liciniano, cônsul sufecto em 87[4], e Licínia Pretextata, que serviu como chefe das virgens vestais.[5]
- Marco Licínio Crasso Escriboniano,[2] um general a quem o trono romano foi oferecido por Marco Antônio Primo depois da morte de Nero, em 68, mas que recusou a oferta.
- Lúcio Calpúrnio Pisão Liciniano,[2] filho adotivo do imperador Galba (r. 68-69) e assassinado por Otão durante o ano dos quatro imperadores (69).
- Licínia Magna, que se casou com Lúcio Calpúrnio Pisão, cônsul em 57,[2][6] e assassinado por ordem do imperador Vespasiano.[7]
- Possivelmente uma outra filha chamada Licínia.[2]

Na primavera de 47, Frúgio, Escribônia e o primogênito Cneu Pompeu Magno foram executados por ordem da imperatriz Messalina, esposa de Cláudio. Os três foram sepultados no chamado "Túmulo dos Licínios Calpúrnios" na Via Salária onde hoje está a Villa Bonaparte, perto da Porta Salária. Mais tarde, o segundo filho deles, Crasso Frúgio, e Licínia Magna também foram sepultados lá. É possível que a região toda fosse propriedade da família. O altar de Licínia Magna está hoje nos Museus Vaticanos.